# Scooby Doo i plażowy potwór
Scooby Doo i plażowy potwór (ang. Scooby-Doo! and the Beach Beastie) – amerykański film animowany z 2015 roku zrealizowany przez wytwórnię Warner Bros. Animation, bazowany na podstawie seriali animowanych Scooby Doo.
Premiera filmu została wydana 5 maja 2015 w Stanach Zjednoczonych na DVD. W Polsce film został wydany 7 sierpnia 2015 na DVD przez Galapagos Films w składance zatytułowanej Scooby-Doo! 13 strasznych opowieści: Na fali.

## Fabuła
Scooby Doo oraz jego przyjaciele – Kudłaty, Fred, Daphne i Velma wyjeżdżają na wakacje do kurortu na Florydzie, aby nacieszyć się słońcem i piaskiem. Tymczasem dziwna morska kreatura wprowadza zamieszanie w wakacyjnym raju, kradnąc drogocenne klejnoty. Po raz kolejny Scooby Doo i Brygada Detektywów muszą rozwiązać zagadkę i powstrzymać morskiego potwora.

## Obsada
- Frank Welker –
  - Scooby Doo,
  - Fred Jones
- Matthew Lillard – Kudłaty Rogers
- Mindy Cohn – Velma Dinkley
- Grey DeLisle – Daphne Blake
- David Kaye – Grafton Brownstone
- Beth Tapper – Annette
- Christopher Showerman – policjant
- Adam West – Sandy Blake
- Melissa Rauch – Kiki
- Daran Norris – Kurt

## Wersja polska
Dystrybucja na terenie Polski: Galapagos Films

Wersja polska: Master Film

Reżyseria i dźwięk: Elżbieta Mikuś

Tłumaczenie i dialogi: Antonina Kasprzak

Montaż: Jan Graboś

Kierownictwo produkcji: Agnieszka Kołodziejczyk

Wystąpili:
- Jacek Bończyk – Kudłaty
- Ryszard Olesiński – Scooby Doo
- Agata Gawrońska-Bauman – Velma
- Beata Jankowska-Tzimas – Daphne
- Jacek Kopczyński – Fred

oraz:
- Aleksander Mikołajczak – Sandy Blake
- Bożena Furczyk – Kiki Brownstone
- Krzysztof Banaszyk – właściciel sąsiedniego hotelu
- Monika Wierzbicka

W pozostałych rolach:
- Wojciech Chorąży –
  - dostawca ryb,
  - policjant
- Cezary Kwieciński – szef kuchni
- Miłogost Reczek – Grafton Brownstone
- Mirosław Wieprzewski – instruktor limbo

Lektor: Paweł Bukrewicz